# Júlio Mesquita (kommun)
Júlio Mesquita är en kommun i Brasilien.   Den ligger i delstaten São Paulo, i den södra delen av landet, 700 km söder om huvudstaden Brasília. Antalet invånare är 4 430.
Följande samhällen finns i Júlio Mesquita:
- Júlio Mesquita

Omgivningarna runt Júlio Mesquita är huvudsakligen savann. Runt Júlio Mesquita är det ganska glesbefolkat, med 30 invånare per kvadratkilometer.